# Message personnel
Pour la chanson, voir Message personnel (chanson).
Albums de Françoise Hardy
Et si je m'en vais avant toi
(1972) “Entr’acte”
(1974)
Message personnel est le quatorzième album de la chanteuse Françoise Hardy. L’édition originale est parue en France en novembre 1973.

## Genèse de l'album
En 1973, du côté de sa vie privée, Françoise Hardy attend un enfant. Et côté vie professionnelle, la chanteuse est en quête d’une nouvelle maison de disques et de compositeurs.
Cette année-là, elle est très impressionnée par l’auteur-compositeur Michel Berger, qui se trouve être directeur artistique chez WEA Records.

« Il venait de publier son album, que j’aimais beaucoup, et de produire le premier album de Véronique Sanson […] Ce disque était tellement novateur, qu’en l’écoutant, j’ai eu l’impression que les chanteuses de ma génération et moi-même prenions un sacré coup de vieux ! Travailler avec Michel me semblait donc inespéré. Jean-Marie Périer m'a mise en contact avec Berger, qui au départ n'envisageait pas de travailler avec moi. »

Celui-ci accepte, tout en étant restrictif ; il ne veut pas lui composer plus de deux ou trois chansons. Françoise Hardy signe un nouveau contrat avec WEA. Michel Berger lui soumet quelques chansons, elle accroche immédiatement à l’une d’entre elles, encore sans titre. 
Il souhaite alors qu’elle écrive pour cette chanson un préambule qui sera parlé. « C’était particulièrement intéressant avec le son de sa voix. […] Je voulais que Françoise participe plus, que ça colle réellement à son personnage. » Inspirée, elle s’attelle au texte et dans la foulée, propose d'intituler la chanson Message personnel.
Après la naissance de son fils Thomas (le 16 juin), Françoise commence les enregistrements à la fin de juillet. Concilier son nouveau rôle de mère et les contraintes du studio n’est pas toujours aisé. La fatigue qui en résulte est parfois perçue comme un manque d’enthousiasme, un caprice de star.

« En réalité, j’étais sous le charme de Michel malgré de petites difficultés relationnelles au début. […] Jusqu’ici, j’étais assez autonome, c’est toujours moi qui dirigeais plus ou moins les choses, et je travaillais à mon rythme. C’était la première fois que je travaillais vraiment avec un producteur artistique. […] Avec lui, et tous les autres par la suite, tout se faisait à la hâte et au dernier moment. »

« On s'est retrouvé en studio avec des chansons pas finies, d'autres qui manquaient, d'où un duo avec Georges Moustaki et la chanson du film, Projection privée. »

Cet album s'avèrera être une étape importante dans la carrière de Françoise Hardy. Grâce à la chanson Message personnel, la chanteuse fait un retour remarqué et ce titre devient un de ses « classiques » (50 000 exemplaires vendus du single).

« Je suis alors devenue plus interprète qu'auteur. Mais ce n'était pas prémédité, tout est parti de ma rencontre avec Berger. »

## Postérité
En novembre 2013, revenant sur cet album — réédité sous coffret pour en célébrer le quarantième anniversaire —, Françoise Hardy déclare : « Si Message personnel est un souvenir mitigé pour moi, c'est parce que j'avais conscience que la manière de chanter de Michel n'était pas la mienne. Je chantais sur les temps, à la française, n'ayant aucune éducation musicale. Les difficultés ont surgi en cours de route. L'exigence de Michel me faisait un peu peur […]. Il m'a demandé d'écrire la partie parlée en introduction de Message personnel, qu'il avait composée. Ça raconte exactement ce que je vivais à cette époque et que j'ai vécu toute ma vie d'ailleurs. » Elle raconte également que dès le départ, Michel Berger avait prévu qu'il n'écrirait que deux des morceaux, qu'elle juge par ailleurs « très au-dessus » des autres. « Les autres chansons sont arrivées parce qu'on était pris de court, celles de Serge Gainsbourg et Georges Moustaki notamment. »

## Éditions originales
- France, novembre 1973 : microsillon 33 tours/30 cm., Message personnel, Warner Bros./WEA-Filipacchi Music (56 019 – B).
- France, novembre 1973 : cassette audio, Message personnel, Warner Bros. Records/WEA-Filipacchi Music (456 019).

### Crédits
- Pochette : photographies réalisées par Jean-Marie Périer.
- Ingénieur du son : Claude Martenot.
- Production : 
  - Michel Berger sauf (A3),
  - Jean-Claude Vannier et Serge Gainsbourg pour (A3).
- Direction d'orchestre : 
  - Michel Bernholc sauf (A3),
  - Jean-Claude Vannier pour (A3).
- Musiciens :
  - Basse : Christian Padovan.
  - Batterie : André Sitbon.
  - Percussions : Marc Chantereau.
  - Guitares : 
    - Claude Engel,
    - Gérard Kawczynski,
    - Jean-Pierre Pouret (A1-B1),
    - Jean-Pierre Castelain (A5).

### Liste des chansons
Les 11 chansons qui composent le disque ont été enregistrées en stéréophonie. Françoise Hardy est accompagnée par les orchestres de Michel Bernholc et de Jean-Claude Vannier (A3).
| 1. | Première Rencontre                  | Michel Berger                     | Michel Berger         | 2 min 50 s |
| 2. | Rêver le nez en l'air               | Françoise Hardy – Jean-Noël Dupré | Jean-Pierre Pouret    | 2 min 45 s |
| 3. | L'Amour en privé                    | Serge Gainsbourg                  | Jean-Claude Vannier   | 2 min 28 s |
| 4. | Berceuse (Valsa Para Uma Menininha) | Georges Moustaki                  | Toquinho              | 2 min 41 s |
| 5. | Pouce, au revoir                    | Françoise Hardy                   | Jean-Pierre Castelain | 3 min 22 s |
| 6. | L'Attente                           | Françoise Hardy                   | Gérard Kawczynski     | 2 min 15 s |
| 7. | ...La Bataille                      | Françoise Hardy                   |                       | 0 min 06 s |

| 1. | On dirait                              | Françoise Hardy                                                | Jean-Pierre Pouret | 2 min 50 s |
| 2. | L'Habitude (Duo avec Georges Moustaki) | Georges Moustaki                                               | Georges Moustaki   | 2 min 07 s |
| 3. | Chanson floue                          | Christian Ravasco                                              | Thierry Matioszek  | 2 min 35 s |
| 4. | Message personnel                      | Partie parlée : Françoise Hardy Partie chantée : Michel Berger | Michel Berger      | 4 min 15 s |

## Discographie liée à l’album
- SP (Single Play) = Microsillon 45 tours 2 titres.
- LP (Long Play) = Microsillon 33 tours/30 cm.
- CD (Compact Disc) = Disque compact.
- CDS (Compact Disc Single) = Disque compact 2 titres.

### Éditions françaises de 45 tours
- Novembre 1973 : SP, WEA-Filipacchi Music/Warner Bros. Records (WB 16 331).

1. Message personnel (F. Hardy (texte de l’introduction parlé), Michel Berger (texte de la chanson) / Michel Berger).
2. Première Rencontre (Michel Berger).

- 1987 : SP, Message personnel, english version, Warner Bros./WEA-Filipacchi Music (PRO 317)[Note 6].

1. Message personnel (version anglaise, enregistrée en 1974).
2. Message personnel (version française, enregistrée en 1973), (F. Hardy (texte de l’introduction parlé), Michel Berger (texte de la chanson) / Michel Berger).

### Premières éditions étrangères de l'album
- Allemagne, 1973 : LP, Message personnel, Warner Bros. Records (WB 56 019).
- Australie, 1973 : LP, Message Personnel, Warner Bros. Records/WEA Records Pty. Limited (WS 20018).
- Canada, 1973 : LP, Message personnel, Warner Bros. Records/WEA (FLP 56019).
- Espagne, 1973 : LP, Message personnel, Warner Bros. Records/Hispa Vox (HWBS 321-55).
- Mexique, 1973 : LP, Mensaje personal, Gamma/Vogue (GX 01-670).
- Nouvelle-Zélande, 1973 : LP, Message Personnel, Warner Bros. Records/WEA (WBS 56.019).
- Royaume-Uni, 1973 : LP, Message Personnel, WEA-Filipacchi Music/Warner Bros. Records (WB 56 019).
- Japon, 1974 : LP, Message Personnel, Epic (ECPM 100).
- Turquie, 1974 : LP, Message personnel, Warner Bros. Records/WEA (WB 56019).

### Rééditions françaises de l'album
- Janvier 1974 : LP, Message personnel, WEA-Filipacchi Music/Warner Bros. Records (56 019 – B)[Note 7].
- Novembre 1983 : LP, Message personnel, WEA-Filipacchi Music/Warner Bros. Records (56 019 – WE|341)[Note 8].
- Avril 1991 : CD, Message personnel, WEA-Filipacchi Music/Warner Bros. Records (9031-74205-2)[Note 9].
- 24 juin 2016 : LP, Message personnel, Warner Music France/Rhino/WEA Music (825646 410002)[Note 10].

### Rééditions étrangères de l'album
- Japon, 1976 : LP, Message personnel, WEA (P-10189W)
- Royaume-Uni, 1983 : LP, Message Personnel, WEA-Filipacchi Music/Warner Bros. Records (WB 56 019 / WE-341).
- Japon, 1999 : CD, Message personnel, WEA Music (WPCR 10201).

### Éditions françaises du40eanniversairede l’album
Les éditions françaises du 40e anniversaire sont parues en novembre 2013 :
- 4 novembre : double CD (album + compilation sous digisleeve), Message personnel, Warner Music France/Rhino/WEA Music (5 053105 894925),
  - voir contenu du digisleeve ;
- 25 novembre : coffret, Message personnel, Warner Music France/Rhino/WEA Music (0 825646 410002),
  - Voir contenu du coffret.

### Éditions hors France du40eanniversairede l’album
Les éditions hors France du 40e anniversaire sont parues en 2014 :[réf. souhaitée]
- Pays-Bas, novembre 2014[réf. souhaitée] : double CD (album + compilation sous digisleeve), Message personnel, Warner Music/Rhino/WEA Music (5 053105 894925) ;
- Suisse, novembre 2014[réf. souhaitée] : double CD (album + compilation sous digisleeve), Message personnel, Warner Music/Rhino/WEA Music (5 053105 894925) ;
- États-Unis, février : double CD (album + compilation sous digisleeve), Message Personnel, Warner Music/Rhino/WEA Music (5 053105 894925) ;
- Québec, février : double CD (album + compilation sous digisleeve), Message personnel, Warner Music/Rhino/WEA Music (5 053105 894925) ;
- Royaume-Uni, 17 février : double CD (album + compilation sous digisleeve), Message Personnel, Warner Music/Rhino/WEA Music (5 053105 894925).

### Reprises de chansons
Message personnel
- 1994 : Michel Berger, CD, Celui qui chante (best of 18 titres), WEA (4509-98232-2).
- 1995 : Christine Delaroche, CD, J’aime, OJM/Musidisc (172 632).
- 1996 :
  - France Gall, CD, France, WEA (0630-14008-2/WE 852).
  - Graziella de Michele, CD, 1973 - Les plus belles chansons françaises, éd. Atlas (FRA CD 012).
- 1997 :
  - Fabienne Thibeault, CD, Les plus grands succès - Années 1946-96 - Les plus belles chansons françaises, vol. 1, éd. Atlas (FRA CD 054).
  - Les Enfoirés (Emmanuelle Béart, Elsa, Laurent Voulzy et Pascal Obispo), CD, Le Zénith des Enfoirés, BMG (7-4321-53368-2).
- 1998 : Juliette Gréco, CD, Ils chantent Berger, Atlas (6227 202).
- 1999 : Véronique Sanson, CD, D'un papillon à une étoile, WEA (06398-4291672-1).
- 2002 : Isabelle Huppert, CD, Bande originale du film Huit Femmes, réalisé par François Ozon, WEA (0927430275-WE 8830).
- 2007 : Julie Pietri, CD, Autour de minuit, Mosaic Music (3-700173-913929).
- 2008 : Cuizinier, Message perso, CD, Pour les filles, Street Tape vol. III, Institubes (..).
- 2009 : Lara Fabian, CD, Toutes les femmes en moi, Polydor/Universal Music (5313507).
- 2013 :
  - avril : Barbara Carlotti en duo avec Dominique A, CD, L'Amour, l'argent, le vent (2e édition), Atmosphériques (88765466292).
  - juin : Jenifer, CD, Ma déclaration, Fontana/Universal Music/Mercury (374 017-6).
- 2019 : Corinne Hermès, CD, album Intemporelle composé de reprises de grandes chansons françaises et internationales, AWE MUSIC

Première Rencontre
- 1994 : Les Charts, CDS, Les Moustiques, Polygram.
- Juillet 2013 : Sophie-Tith, CD, Premières Rencontres, Polydor/Universal Music (3741169).

L’Habitude
- 1974 : Georges Moustaki, LP, Les Amis de Georges, Polydor (3401 118).

### Chansons choisies pour des films
Message personnel
- France, 2002 : Huit Femmes, réalisé par François Ozon, B.O. du film, CD, WEA (0927430275-WE 8830)[Note 11].
  - Chanson interprétée par Isabelle Huppert.

Première Rencontre
- France, 15 mai 2013 au 66e Festival de Cannes, 29 août 2013 en sortie nationale : Jeune et jolie, réalisé par François Ozon[Note 12].

## Autres chansons de Michel Berger interprétées par Françoise Hardy
- Mai 1974 : SP, WEA-Filipacchi Music/Warner Bros. Records (WB 16 416).
  1. Je suis moi (paroles et musique de M. Berger – arr. Michel Bernholc).
  2. Demain, c'est hier (paroles de F. Hardy – musique de M. Berger – arr. M. Bernholc).
- 1987 : LP et CD, Love Songs (compilation), WEA (242 220-1) et (2292-42220-2).
  1. Message personnel (version anglaise, paroles et musique de M. Berger).
- 2005 : DVD, Maritie et Gilbert Carpentier présentent : Numéro 1 – Michel Berger. Émilie ou la Petite Sirène 76, conte musical de Michel Berger et Franck Lipsick, LCJ/INA[8].
  1. Cette chanson-là est au moins pour quelqu'un (paroles et musique de M. Berger).
  2. Est-ce que par hasard c'est vous ? (paroles et musique de M. Berger), duo avec Patrick Bouchitey.
- Novembre 2013 : double CD (album + compilation), Message personnel (40e anniversaire), Warner Music France/Rhino/WEA Music (5 053105 894925).
  1. Première Rencontre (version anglaise, paroles et musique de M. Berger).
  2. La Déclaration d'amour (paroles et musique de M. Berger).
  3. Peut-être toi, peut-être moi (paroles et musique de M. Berger), duo avec Michel Berger.
- Novembre 2014 : double CD, Kiss & Love, Warner Music France (5-054196-325725).
  1. Seras-tu là ? (paroles et musique de M. Berger - arr. Brice Davoli), duo avec Julien Clerc.
- Avril 2018 : LP et CD, Personne d'autre, Parlophone/Warner Music France (0 190295 670894) et (0 190295 680176).
  1. Seras-tu là ? (paroles et musique de M. Berger - arr. Erick Benzi).